# Brotas de Macaúbas
Brotas de Macaúbas é um município brasileiro do estado da Bahia, na microrregião da Chapada Diamantina, a 580 km da capital. Sua população, conforme o censo do IBGE de 2022, era de 11 765 habitantes.

## Visão geral
Nascida nas terras desbravadas pelo sertanista Romão Gramacho, na segunda metade do século XVIII, há registros de que foi nesta região onde se encontraram os primeiros diamantes na então província da Bahia.
Por várias vezes, Brotas figurou no cenário político nacional. Primeiro, quando das contendas entre o Coronel Militão Rodrigues Coelho e Horácio de Matos na segunda década do século passado, disputas que envolveram cidades como Brotas, Barra do Mendes e Campestre (atualmente a sede foi transferida para Seabra), entre outras, e, ainda mais recentemente, nos anos da ditadura militar, quando foi assassinado no povoado de Pintada, distrito de Ibipetum, município de Ipupiara, o capitão desertor Carlos Lamarca.
O filho mais ilustre da cidade é o acadêmico e geógrafo Milton Santos, conhecido internacionalmente.

## História
Em 1751, Manoel de Saldanha da Gama e sua mulher Joana da Silva Guedes de Brito, herdeira desses sertões – doaram ao capitão-mor Romão Gramacho Falcão os terrenos intermediários aos rios Paramirim e Jacaré (APEB, SJ/15/91, f. 27 v), que envolvem, atualmente, vários municípios, desde Brotas de Macaúbas a Irecê. Após a doação das terras da Chapada Diamantina, Romão Gramacho começa o povoamento da região sempre em busca de ouro e diamantes. Em 1755 ergue a igreja de São Miguel das Figuras, padroeiro dos garimpeiros em Gameleira (atual Ibipetum), funda os povoados de Oliveira dos Brejinhos e Caiam Bola, que posteriormente ficou conhecido como Brotas de Macaúbas. Foi ali que em 1792, Romão Gramacho descobre os primeiros diamantes da província da Bahia, essa região ficaria conhecida como Chapada Velha.
A ocupação contemporânea no município se deve ao aparecimento de jazidas carboníferas e auríferas em seu solo, quando das primeiras penetrações, em 1755, pelo português Romão Gramacho, o qual denominou esse novo eldorado Caiam-bola (nome originário da Carambola, fruta que era abundante à época). Dessa descoberta, houve posterior aglomeração humana, nascendo ali o povoado iniciado na fazenda de propriedade de Antônio Alves de Oliveira, que posteriormente fez doação de sua herdade à capela ali existente.
Pela Lei Provincial nº 256, de 17 de março de 1847, o povoado foi elevado à freguesia com o nome de Vila Agrícola de Nossa Senhora de Brotas de Macaúbas, originário do fruto da macaba e tendo como padroeira Nossa Senhora das Brotas.
Elevada à categoria de município com a denominação de Brotas de Macaúbas, pela Lei Provincial nº 1817, de 16 de julho de 1878. Sede na atual Vila Agrícola de Nossa Senhora de Brotas de Macaúbas, ou simplesmente Brotas de Macaúbas. Instalada em 20 de junho de 1882.
Teve o nome alterado para Brotas pelos decretos leis estaduais nºs 7.455, de 23 de junho de 1931 e 7.479, de 9 de julho de 1931.
O nome Brotas de Macaúbas foi restaurado pelo Decreto-lei Estadual nº 141, de 31 de dezembro de 1943, confirmado pelo decreto estadual nº 12.978, de 1 de junho de 1944.
Brotas teve seu território desmembrado para formar os Municípios de Oliveira dos Brejinhos, em 1933, Barra do Mendes e Ipupiara, em 1958 e Morpará, em 1962.
O significado do atual topônimo foi a adoção do nome da padroeira (Nossa Senhora das Brotas), acrescido de Macaúbas (vocábulo tupi que significa o fruto de macaba), os nativos de Brotas de Macaúbas são chamados brotenses.

## Distritos
- Brotas de Macaúbas (47560-000)
- Ouricurí do Ouro (47565-000)
- Saudável (47570-000)
- Cocal (47575-000)

## Economia
A economia de Brotas, outrora próspera pela extração de diamante, ouro e turmalina, assim como pela criação de gado, passou por várias crises. Merece destaque a agricultura na década de 1950, com uma safra recorde de fumo nas localidades de Lagoa de Dentro e Gameleira (atual Ibipetum). A agricultura e a pecuária hoje são exploradas na região apenas para subsistência. Digna de nota é a extração de cristais de quartzo, atividade muito difundida nas décadas de 1970 e 1980.

## Dados geográficos
- Latitude: 12º00'02" S
- Longitude: 42º37'44" W
- Altitude:
  - 900 m (média)
  - 1151 m (máxima)
- Bacia hidrográfica: São Francisco
- Região: Chapada Diamantina
- Rios principais: riacho das Telhas/Brotas, córrego Pau Louro
- Ocorrências minerais: amianto, barita, cobre, cristal de rocha, diamante, ferro, manganês, ouro, quartzito, mármore.

## Clima
- Tipo climático: Tropical de Altitude tipo Cwa, com quase ausência total de pluviosidade entre os meses de maio a setembro. Com Chuvas concentradas no 2º mês da primavera, em todo o Verão, e no início do outono entre março e abril.
- Temperatura média anual
  - min.: 16, 1 °C
  - média: 20,6 °C
  - máx.: 25,4 °C
- Período chuvoso: Novembro a Março
- Pluviosidade anual:
  - min.: 309 mm
  - média: 723 mm
  - máx.: 1593

## Intendentes
- Antônio Sodré de Araújo Barreto (1º Intendente Municipal);
- Antônio Custódio de Sousa;
- José João de Oliveira;
- Militão Rodrigues Coelho (3 de janeiro de 1915 a 22 de dezembro de 1915);
- Militão Rodrigues Coelho (14 de março de 1916 a 18 de novembro de 1917;
- Rozendo Manoel de Amorim (15 de janeiro de 1918 a);
- Horácio de Matos (18 de outubro de 1917 a 9 de abril de 1920);
- Pedro dos Santos Rosa (1920 a 1923);
- Pe Crescenciano Alves Carrilho;
- Artur Ribeiro dos Santos
- João Arcanjo Ribeiro;
- Nestor Rodrigues Coelho, governou de15 de novembro de 1934 a  06 de abril de 1936.

## Prefeitos Eleitos
- Nestor Rodrigues Coelho, governou de 7 de abril de 1936 a 29 de outubro de 1945;
- Adão Francisco Martins, governou de 30 de outubro de 1945 a 6 de abril de 1947, nomeado pelo Interventor Federal na Bahia, General Cândido Caldas;
- Osório D´Oliveira Rosa (Juca), governou de 7 de abril de 1947 a 6 de abril de 1951);
- Osvaldo Rosa, governou de 7 de abril de 1951 a 6 de abril de 1955);
- Gaudêncio Oliveira, governou de 7 de abril de 1955 a 6 de abril de 1959);
- Osvaldo Rosa, governou de 7 de abril de 1959 a 6 de abril de 1963;
- Gaudêncio Oliveira, governou de 7 de abril de 1963 a 6 de abril de 1967;
- Eziquiel de Matos, governou de 7 de abril de 1967 a 6 de abril de 1971;
- Walter Bastos de Matos, governou de 7 de abril de 1971 a 6 de abril de 1973;
- Edson Ribeiro, governou de 7 de abril de 1973 a 30 de janeiro de 1977;
- José Martins do Espirito Santo, governou de 31 de janeiro de 1977 a 30 de janeiro de 1983;
- Edson Ribeiro, governou de 31 de janeiro de 1983 a 31 de dezembro de 1988;
- Antônio Kléber Ribeiro, governou de 1 de janeiro de 1989 a 31 de dezembro de 1992;
- Aurelice Barreto Farias, governou de 1 de janeiro de 1993 a 31 de dezembro de 1996;
- Antônio Kléber Ribeiro, governou de 1 de janeiro de 1997 a 31 de dezembro de 2000;
- Antônio Kléber Ribeiro, governou de 1 de janeiro de 2001 a 31 de dezembro de 2004;
- Arilton Oliveira Araújo, governou de 1 de janeiro de 2005 a 31 de dezembro de 2008;
- Litercílio Nunes de Oliveira Júnior, governou de 1 de janeiro de 2009 a 31 de dezembro de 2012;
- Cristina Lima Sodré, governou de 1 de janeiro de 2013 a 31 de dezembro de 2016;
- Litercílio Nunes de Oliveira Júnior, governou de 1 de janeiro de 2017 a 31 de dezembro de 2020;
- Antônio Kleber Ribeiro, governando de 1 de janeiro de 2021 a 31 de dezembro de 2024.

## Outras informações
- DDD: (77)
- Voltagem: 220V
- De acordo com a JUCEB, o município possui 15 indústrias, ocupando o 126º lugar na posição geral do estado da Bahia, e 172 estabelecimentos comerciais, 195ª posição dentre os municípios baianos. Seu parque hoteleiro registra 73 leitos. O consumo elétrico residencial médio é de 55,22 Kwh/hab - 301º no ranking da Bahia.